# Myrrha octodecimguttata
Myrrha octodecimguttata là một loài bọ cánh cứng sống trong các rừng thông ở Anh và có chiều dài 3,5 đến 5 milimét (0,14 đến 0,20 in). Chúng cũng có thể sống trên cây dương liễu.

## Phân loài
- M. o. octodecimguttata (Linnaeus, 1758)
- M. o. formosa (Costa, 1849)

## Hình ảnh

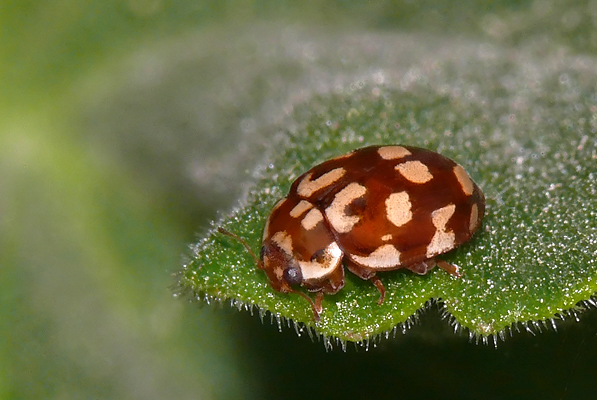
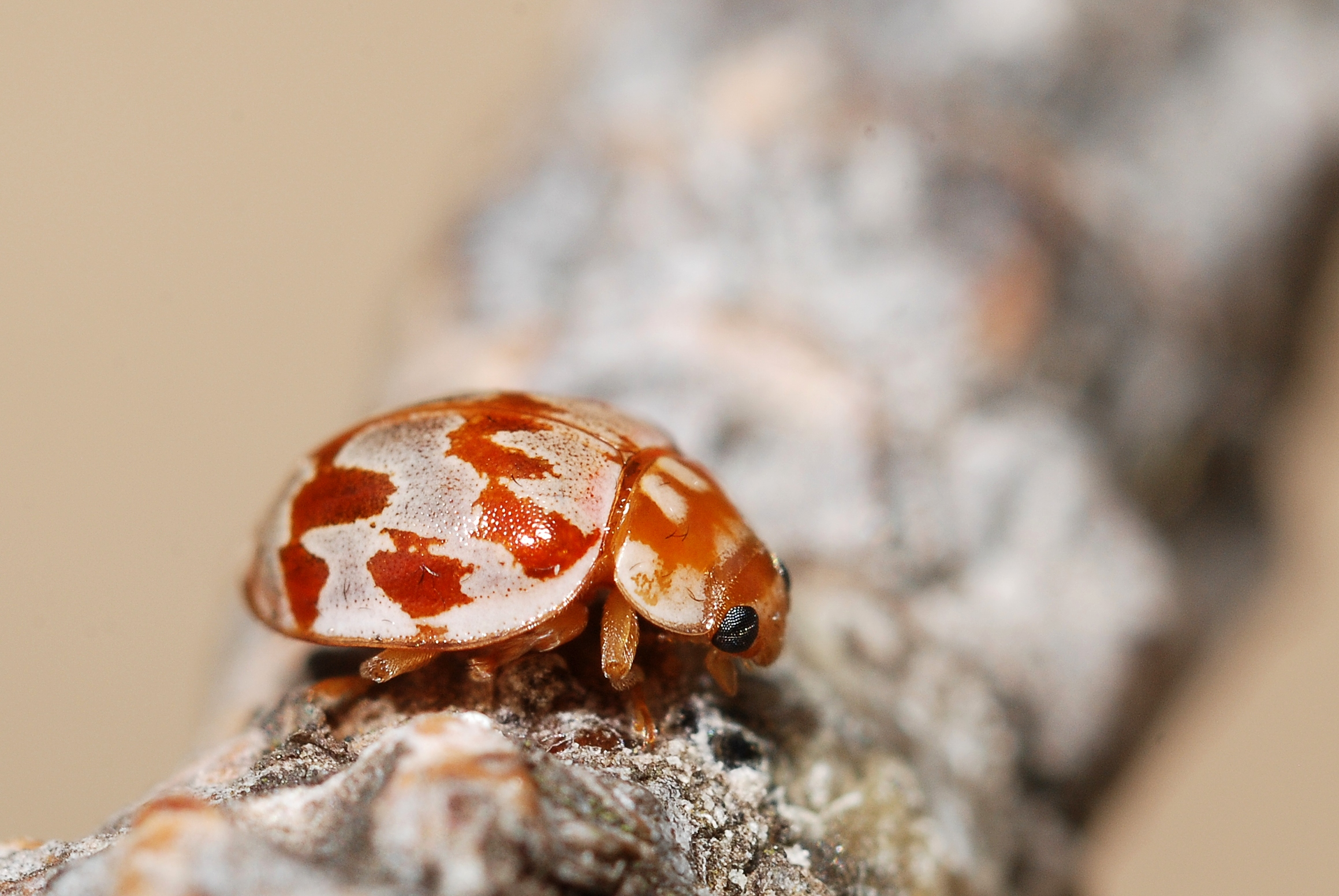
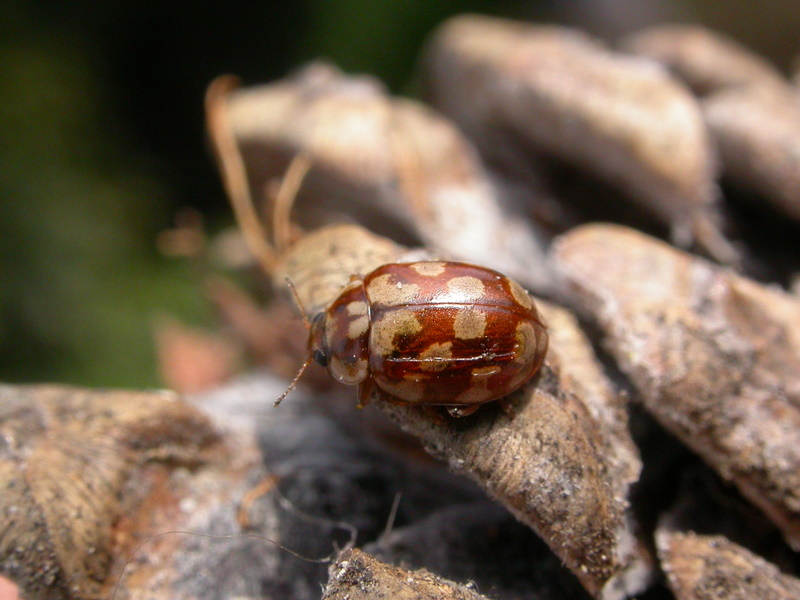
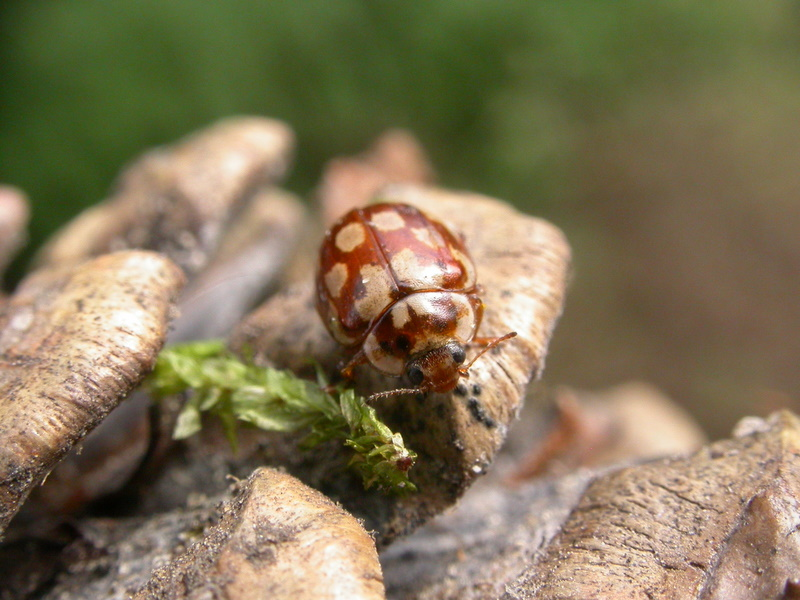